# Diana Johnstone
Diana Johnstone (född 1934), är en amerikansk författare och journalist på den politiska vänsterkanten, företrädesvis inriktad på europeisk politik och västerländsk imperialism. Johnstone har en fil. dr. från University of Minnesota och var engagerad mot USA:s krig i Indokina som den förste att förmedla kontakter med amerikanska medborgare och vietnamesiska representanter.
Sedan 1976 har Johnstone varit den amerikanska veckotidningen In These Timess korrespondent i Europa. Hon publiceras också regelbundet i onlinemagasinet Counterpunch. Johnstone var föremål för en kontrovers år 2003 på grund av påståenden att hon ska ha förnekat massakern i Srebrenica , ett påstående Johnstone själv avfärdar.
Den mesta tiden i Johnstones yrkesverksamma liv har tillbringats i Frankrike, Tyskland och Italien. Från 1990 har hon varit bosatt i Paris.